# Gianyar
Gianyar ist ein Regierungsbezirk (Kabupaten) im östlichen Zentrum von Bali, Indonesien.

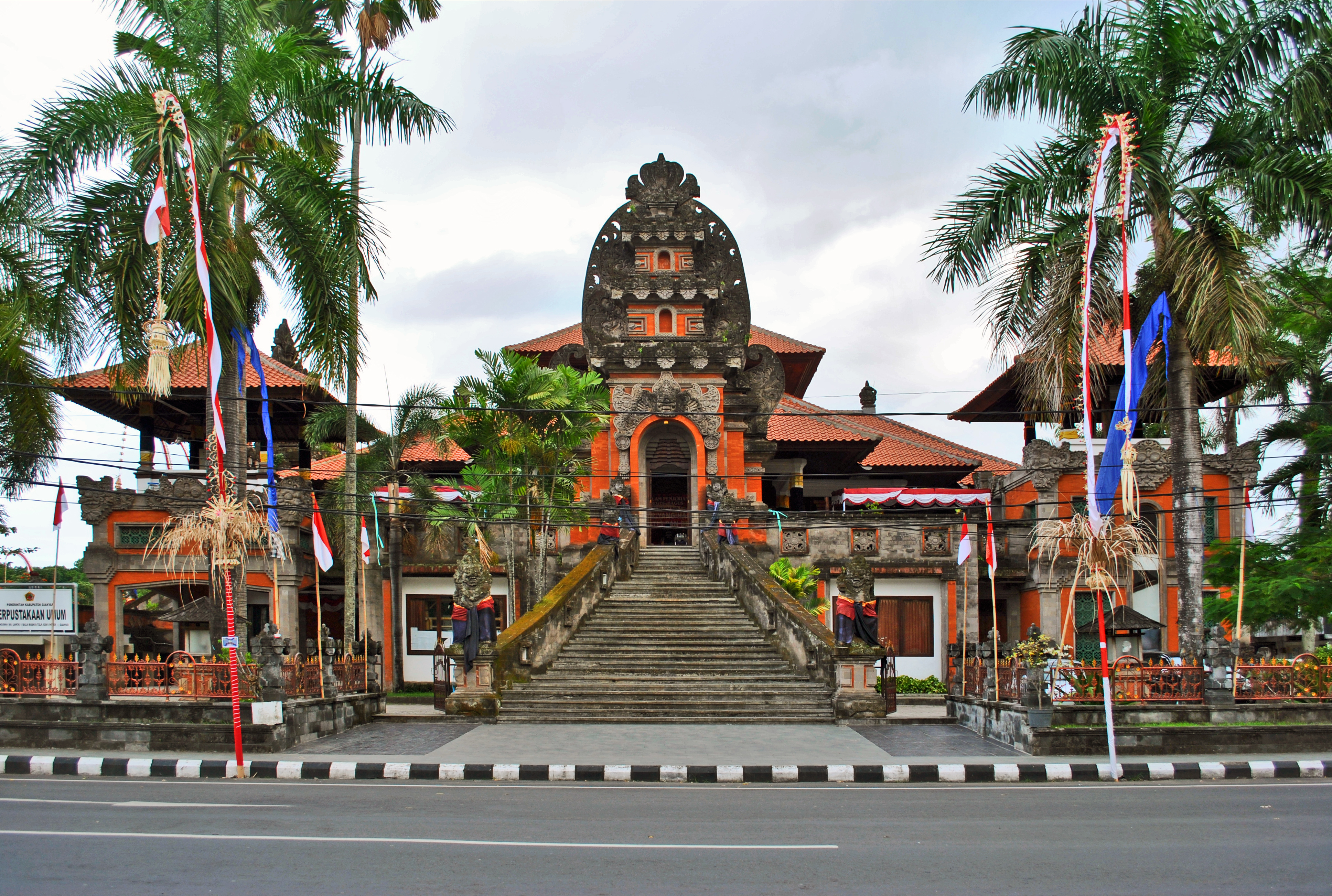
Regionalbibliothek Gianyar

## Geographie
Unter den acht Distrikten und deren Hauptstadt innerhalb der Provinz Bali nimmt Gianyar den siebten Platz in der Fläche ein (6,52 %), nur eben die Hauptstadt Denpasar und der Nachbarbezirk Klungkung sind kleiner.

### Lage und Ausdehnung
Langgezogen reicht der Regierungsbezirk von der Küste etwa 35 Kilometer bis ins Innere der Insel. Im Südwesten grenzt Gianyar an die Provinzhauptstadt Denpasar, im Westen an den Kabupaten Badung, im Osten an Bangli sowie im Südosten an Klungkung.
Ginayar belegt eine Fläche von 364,36 km² und beherbergte Ende 2024 504.845 Einwohner. Verwaltungssitz ist die gleichnamige Stadt Kelurahan Gianyar (Ende 2024: 14.951 Einwohner).

### Grenzpunkte
Der Bezirk erstreckt sich südlich des Äquators und besitzt folgende äußere Grenzpunkte:
| Richtung | Kode           | Desa         | Kecamatan | Koordinaten          |
| -------- | -------------- | ------------ | --------- | -------------------- |
| N        | 51.04.07.20080 | Buahan Kaja0 | Payangan  | 008°18′50,48″ s. Br. |
| O        | 51.04.03.2001  | Tulikup      | Gianyar   | 115°22′15,80″ ö. L.  |
| S        | 51.04.01.2002  | Ketewel      | Sukwati   | 008°39′01,59″ s. Br. |
| W        | 51.04.07.2008  | Buahan Kaja  | Payangan  | 115°13′31,05″ ö. L.  |

Der zweitgrößte Ort Kelurahan Ubud (12.022 Einw.) ist ein Zentrum von Kunst und Tourismus und liegt etwa acht Kilometer nordwestlich von Gianyar.

### Wetter und Klima

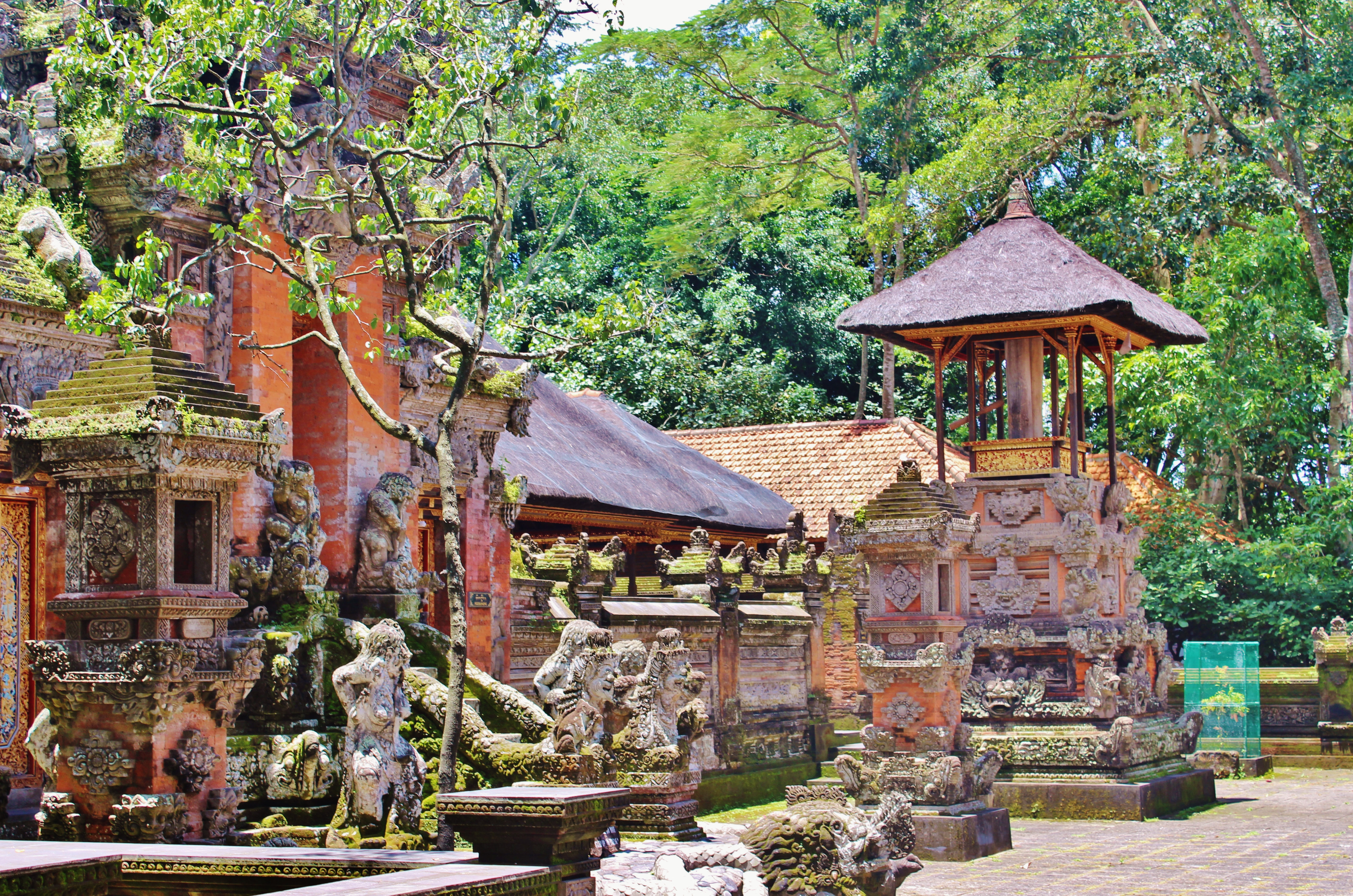
Tourismus Zentrum Monkey Forest in Ubud (2013)

Im Bezirk liegt südlich des Äquators. Es herrscht tropisches Regenwaldklima (feuchttropisches Klima). Man unterscheidet eine trockene Jahreszeit (Mai bis August) und die Regenzeit (Dezember bis März) mit fließenden Übergängen.

## Verwaltungsgliederung
Administrativ gliedert sich Gianyar in sieben Distrikte (Kecamatan). Diese werden in 70 Dörfer unterteilt, von denen 6 als Kelurahan städtisch geprägt sind. Von ihnen haben 9 Dörfer einen Zugang zum Meer. Die Dörfer gliedern sich in 506 Banjar Dinas (Dusun oder Lingkungan).
| Code 1   | Kecamatan Distrikt | Ibu Kota Verwaltungssitz | Fläche (km²) | Einwohner Census 2010 2 | Volkszählung 2020 | Volkszählung 2020 | Volkszählung 2020 | Anzahl der | Anzahl der |
| Code 1   | Kecamatan Distrikt | Ibu Kota Verwaltungssitz | Fläche (km²) | Einwohner Census 2010 2 | Einwohner 3       | 0Dichte 40        | Sex Ratio 5       | Desa 6     | Kel. 7     |
| -------- | ------------------ | ------------------------ | ------------ | ----------------------- | ----------------- | ----------------- | ----------------- | ---------- | ---------- |
| 51.04.01 | Sukaweti           | Sukaweti                 | 55,02        | 110.429                 | 119.975           | 2.180,6           | 102,7             | 12         | –          |
| 51.04.02 | Blahbatuh          | Blahbatuh                | 39,70        | 65.875                  | 74.093            | 1.866,3           | 101,6             | 9          | –          |
| 51.04.03 | Gianyar            | Gianyar                  | 50,59        | 86.843                  | 101.444           | 2.005,2           | 101,9             | 12         | 5          |
| 51.04.04 | Tampaksiring       | Tampaksiring             | 42,63        | 45.818                  | 50.864            | 1.193,2           | 103,4             | 8          | –          |
| 51.04.05 | Ubud               | Ubud                     | 42,38        | 69.323                  | 71.568            | 1.688,7           | 101,9             | 7          | 1          |
| 51.04.06 | Tegallalang        | Tegallalang              | 61,80        | 50.325                  | 52.257            | 845,6             | 100,9             | 7          | –          |
| 51.04.07 | Payangan           | Payangan                 | 75,88        | 41.164                  | 45.143            | 594,9             | 100,1             | 9          | –          |
| 51.04    | Kab. Gianyar       | Gianyar                  | 368,00       | 469.777                 | 515.344           | 1.400,4           | 101,9             | 64         | 6          |

## Demographie
Der Regierungsbezirk belegt Platz 5 von 9 innerhalb der Provinz mit einem Anteil von 11,54 Prozent. Mit der Bevölkerungsdichte von 1.385,6 Einw. je km² ist er der nach Denpasar am dichtesten besiedelte Bezirk, der Provinzdurchschnitt liegt bei 782,7.
Von der Bevölkerung am Jahresende 2024 waren 41,38 (27,76) % ledig; 52,88 (65,17) % verheiratet; 0,94 (1,15) % geschieden und 4,80 (5,91) % verwitwet. Die kursiven Zahlen in Klammern geben den Anteil der über 15-jährigen an (14.366 das entsprechen 18,85 % der Bevölkerung).

### Soziale Daten 2020
| Merkmal                                                             | Kab. Gianyar | 0Prov. Bali0 |
| ------------------------------------------------------------------- | ------------ | ------------ |
| Bevölkerung unterhalb der Armutsgrenze (Tsd.)00                     | 21,01        | 201,97       |
| Anteil der „armen Bevölkerung“ (indonesisch Penduduk miskin) (%)000 | 04,08        | 004,53       |
| Arbeitslosenrate (%)                                                | 04,21        | 005,37       |
| Lebenserwartung bei der Geburt (Jahre)                              | 73,68        | 072,24       |
| HDI-Index                                                           | 77,36        | 075,69       |
| Analphabetenrate (in %, 15+ J.)                                     | 04,64        | 005,20       |
| Anteil der Altersgruppen                                            | 0Real0       | 0Prozentual0 |
| Kinder (<15 J.)                                                     | 102.4580     | 19,88        |
| arbeitsfähige Bevölkerung (15–64 J.)                                | 363.0730     | 70,45        |
| Rentner und Pensionäre (>65 J.)                                     | 049.8130     | 09,67        |

### Religion und Bevölkerungsverteilung
| Religion       | 2020      | 2020     | 2020     | 2024 Anteil |
| Religion       | Anzahl    | Anteil % | Gebäude  | 2024 Anteil |
| -------------- | --------- | -------- | -------- | ----------- |
| Islam          | 19.3250   | 0,450    | 26       | 0,91        |
| Christen insg. | 2.385 9)  | 3,640    | 60       |             |
| Davon:         |           |          |          |             |
| Protestanten   | 1.8620    | ~ 780    | 130      | 0,61        |
| Katholiken     | 5230      | ~ 220    | 130      | 0,30        |
|                |           |          |          |             |
| Hindus         | 0505.4210 | 95,200   | 46.454?0 | 96,45       |
| Buddhisten     | 1.3200    | 0,250    | 10       | 0,24        |

| Jahr | Gesamt- Bevölkerung | Männer  | %     | Frauen  | %     | Sex Ratio 5) |
| 1961 | 232.567             |         |       |         |       |              |
| 1971 | 271.576             |         |       |         |       |              |
| 1980 | 306.129             | 153.542 | 50,16 | 152.587 | 49,84 | 100,63       |
| 1990 | 336.738             | 169.767 | 50,42 | 166.971 | 49,58 | 101,67       |
| 2000 | 393.155             | 199.180 | 50,66 | 193.975 | 49,34 | 102,68       |
| 2010 | 469.777             | 237.493 | 50,55 | 232.284 | 49,45 | 102,24       |
| 2020 | 515.344             | 258.455 | 50,15 | 256.889 | 49,85 | 100,61       |
| 2021 | 501.605             | 250.914 | 50,02 | 250.691 | 49,98 | 100,09       |
| 2022 | 502.073             | 251.321 | 50,06 | 250.752 | 49,94 | 100,23       |
| 2023 | 505.809             | 253.059 | 50,03 | 252.750 | 49,97 | 100,12       |
| 2024 | 504.845             | 253.020 | 50,12 | 251.825 | 49,88 | 100,47       |

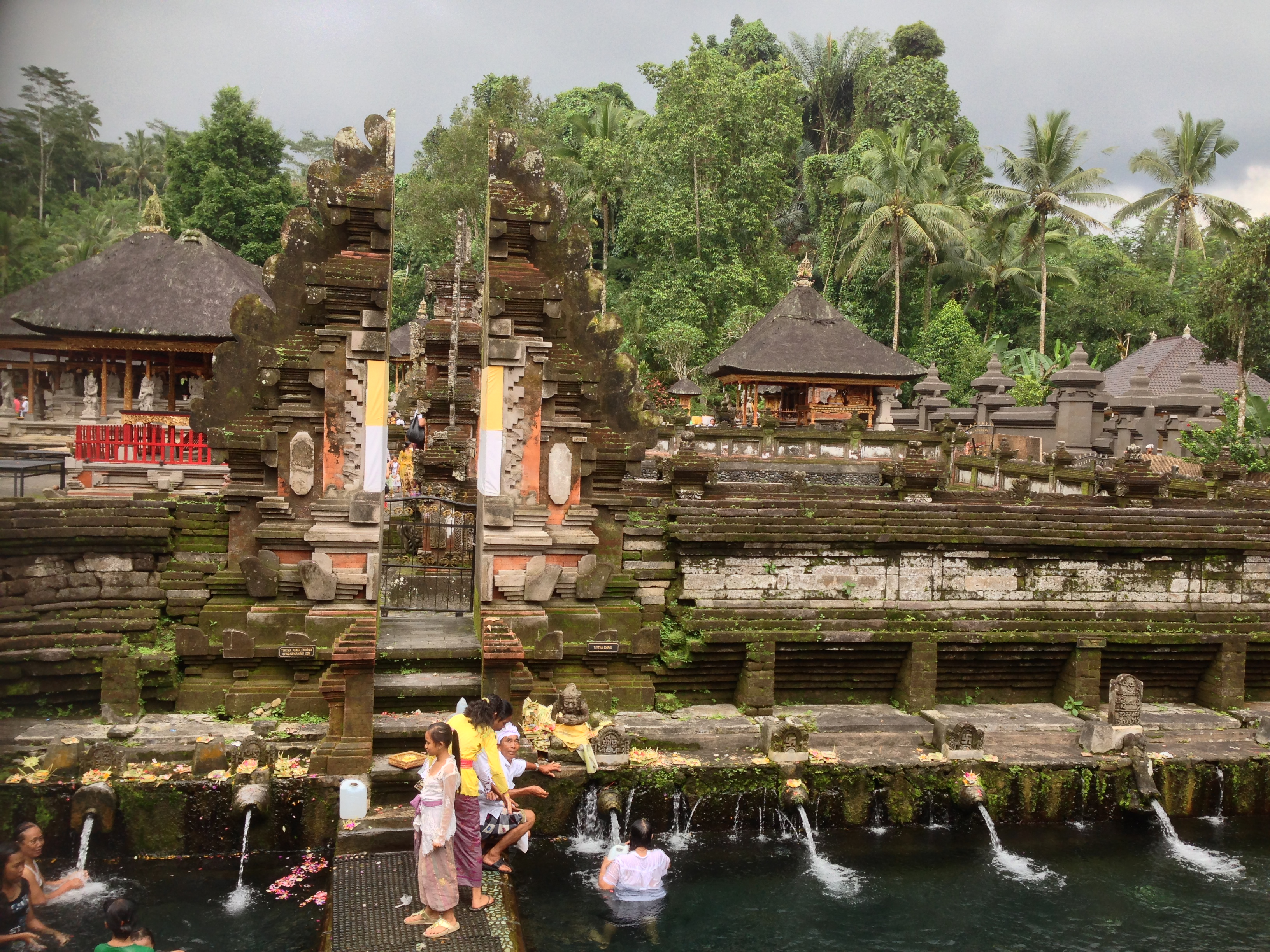
Der Hindutempel Tirta Empul (2012)

* bis 2020 Volkszählungsergebnisse, danach Fortschreibung durch die Zivilstandsbüros.

### Aktuelle Daten der Bevölkerungsfortschreibung
Nachfolgende Tabelle gibt den Einwohnerstand zur Volkszählung 2020 sowie für die Jahresenden 2022 und 2024 (nach Geschlecht) wieder. Er resultiert aus den Ergebnissen der Fortschreibung durch die örtlichen Zivilstandsbüros (Disdukcapil, indonesisch Dinas Kependudukan dan Pencatatan Sipil). Der aktuelle Einwohnerstand kann jederzeit in einer interaktiven Karte abgerufen werden.

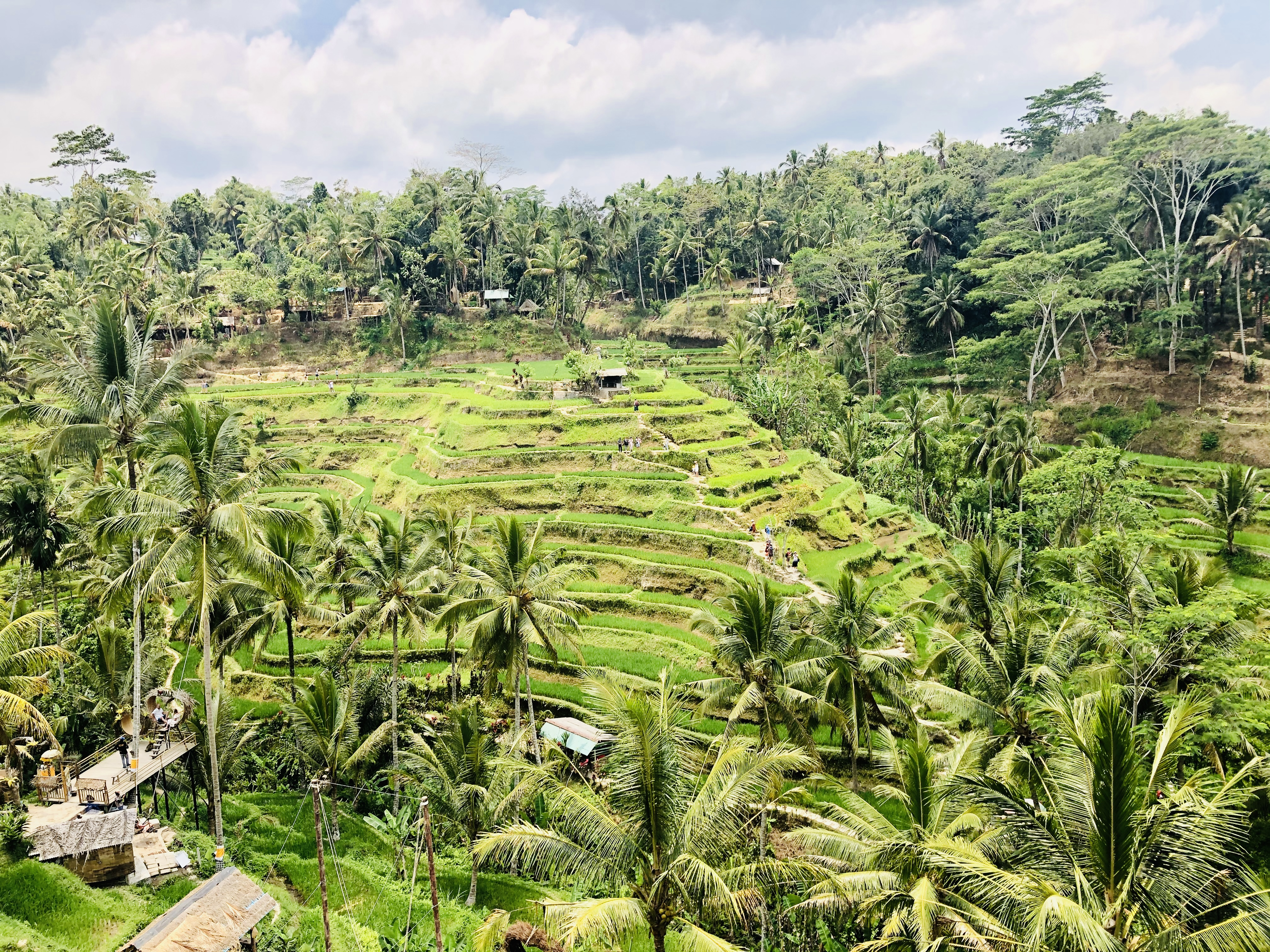
Reisterrassen in Tagallalang

| Kecamatan      | Zensus 2020 | Zensus 2020 | Zensus 2020 | Jahresende 2022 | Jahresende 2022 | Jahresende 2022 | Jahresende 2024 | Jahresende 2024 | Jahresende 2024 | Jahresende 2024 | Jahresende 2024 | Jahresende 2024 |
| Kecamatan      | gesamt      | Männer      | Frauen      | gesamt          | Männer          | Frauen          | gesamt          | Männer          | Frauen          | Fläche          | Dichte          | Sex Ratio       |
| -------------- | ----------- | ----------- | ----------- | --------------- | --------------- | --------------- | --------------- | --------------- | --------------- | --------------- | --------------- | --------------- |
| Sukaweti       | 119.975     |             |             | 106.421         | 53.142          | 53.279          | 108.583         | 54.165          | 54.418          | 53,51           | 2.029,25        | 99,54           |
| Blahbatuh      | 74.093      |             |             | 46.235          | 36.665          | 36.821          | 73.673          | 36.864          | 36.809          | 38,04           | 1.936,67        | 100,15          |
| Gianyar        | 101.444     |             |             | 100.613         | 50.568          | 50.045          | 101.383         | 50.953          | 50.430          | 50,50           | 2.007,43        | 101,04          |
| Tampaksiring   | 50.864      |             |             | 51.680          | 26.120          | 25.560          | 51.432          | 26.124          | 25.308          | 37,38           | 1.376,07        | 103,22          |
| Ubud           | 71.568      |             |             | 71.352          | 35.664          | 35.688          | 71.567          | 35.724          | 35.843          | 43,83           | 1.632,94        | 99,67           |
| Tegallalang    | 52.257      |             |             | 52.286          | 26.100          | 24.186          | 52.242          | 26.179          | 26.063          | 67,40           | 775,12          | 100,45          |
| Payangan       | 45.143      |             |             | 46.235          | 23.062          | 23.173          | 45.965          | 23.011          | 22.954          | 73,70           | 623,65          | 100,25          |
| Kab. Gianyar00 | 515.344     |             |             | 474.822         | 251.321         | 248.752         | 504.845         | 253.020         | 251.825         | 364,36          | 1.385,57        | 100,47          |

## Persönlichkeiten
- Ida Anak Agung Gde Agung, Raja von Gianyar (1921–1999)